# Abul Wáfa (cráter)
Abul Wáfa es un cráter de impacto perteneciente a la cara oculta de la Luna, ubicado cerca del ecuador. Al este se halla la pareja de cráteres formada por Ctesibius y Heron. En el norte se localizan dos cráteres llamados Katchalsky y Viviani, en el noreste se encuentra el cráter más grande King, y al suroeste aparece Vesalius.

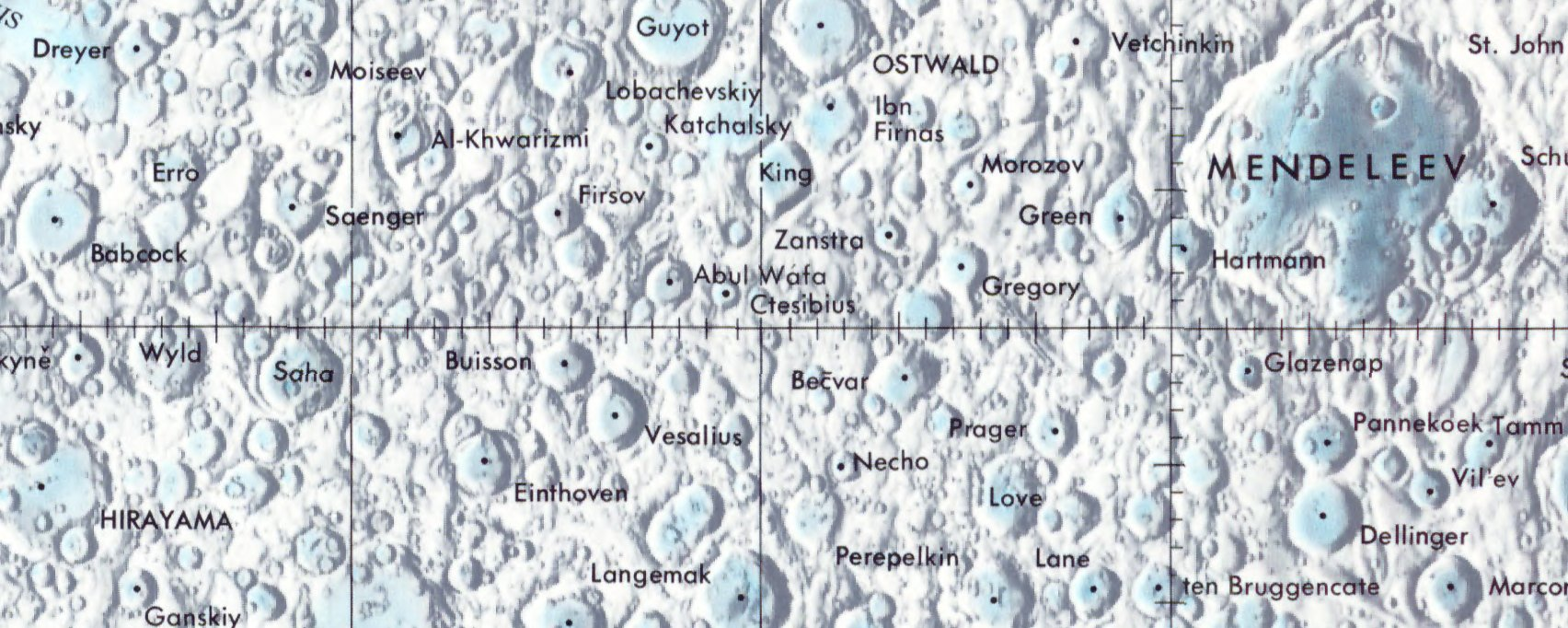
Localización de Abul Wafa (centro de la imagen)

El perímetro de este cráter se asemeja a la silueta redondeada de un diamante. El borde y las paredes interiores están desgastados por la erosión de sucesivos impactos. Presenta salientes alrededor de la mayor parte de la pared interior, que pueden haber sido alguna vez aterrazamientos o taludes desprendidos.
Un cráter pequeño pero notable se yace sobre la superficie interior del borde norte de Abul Wáfa, con otro pequeño impacto unido a la pared exterior suroeste. El borde exterior está relativamente libre de impactos, y el suelo interior está señalado tan solo por pequeñas marcas. El borde sur no está lejos del ecuador lunar, que sí atraviesa su cráter satélite Abul Wáfa Q.
Es llamado así por el matemático y astrónomo persa Abu'l-Wafa.

## Cráteres satélite

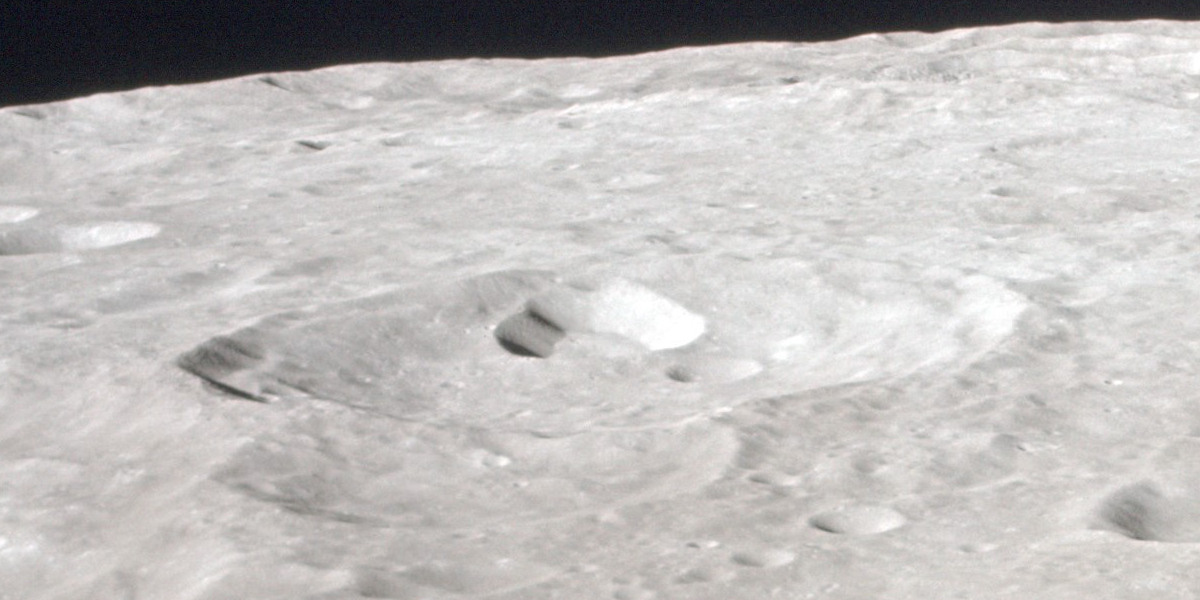
Fotografía de la misión Apolo 12

Por convención estos elementos son identificados en los mapas lunares poniendo la letra en el lado del punto medio del cráter que está más cercano a Abul Wáfa.
|           | \| Abul Wáfa \| Coordenadas \| Diámetro \| \| --------- \| ---------------------------- \| -------- \| \| A \| 1°24′N 116°48′E / 1.4, 116.8 \| 16 km \| \| Q \| 0°12′N 115°42′E / 0.2, 115.7 \| 30 km \| |          |
| Abul Wáfa | Coordenadas | Diámetro |
| A         | 1°24′N 116°48′E / 1.4, 116.8 | 16 km    |
| Q         | 0°12′N 115°42′E / 0.2, 115.7 | 30 km    |

## Referencias

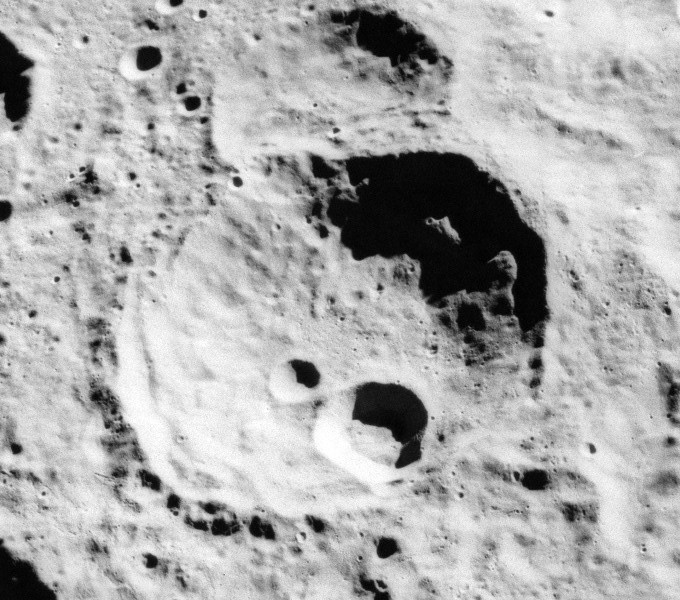
Fotografía de la misión Apolo 16